# SS City of Brussels
Le City of Brussels est un paquebot transatlantique de l'Inman Line construit en 1869. Il a desservi la ligne entre Liverpool—Queenstown et New York sur laquelle il a battu le record de traversée transatlantique ouest-est en décembre 1869 en 7 jours, 20 heures et 33 minutes à une vitesse moyenne de 14,74 nœuds.

## Histoire
Entre 1871 et 1872, il fut réaménagé pour accueillir 1 000 passagers de 3e classe, des émigrants, essentiellement irlandais. Sa capacité fut augmentée à 3 747 tjb, il fut équipé d'une 2e cheminée et d'un pont supplémentaire.

## Naufrage

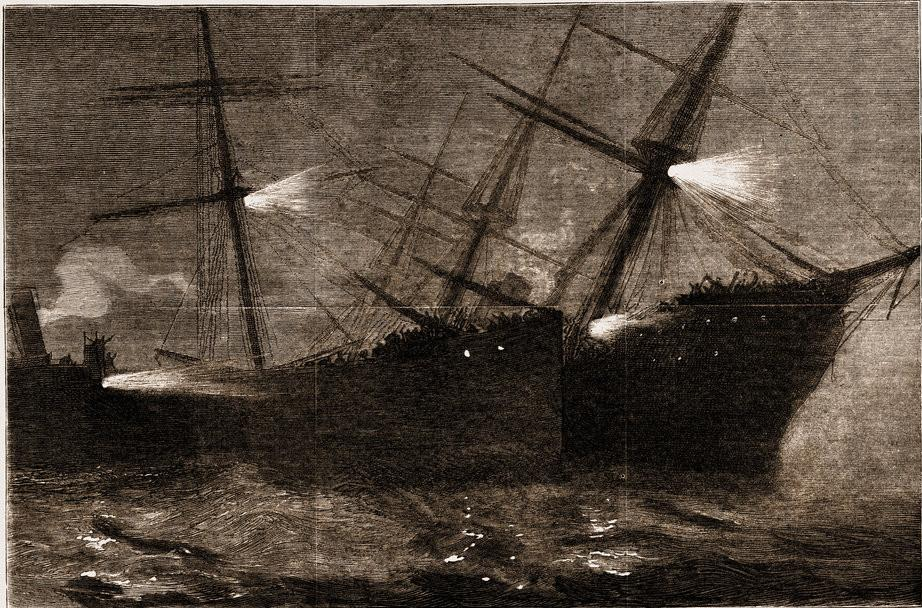
Representation de la collision entre le "City of Brussel" et le "Kirby Hall"

Le 7 janvier 1883, alors qu'il entrait dans la Mersey de retour de New York, il dut stopper ses machines à cause d'un épais brouillard. Un cargo, le Kirby Hall entra en collision avec lui et le City of Brussels, quasiment coupé en deux, coula en 20 minutes, occasionnant 10 morts. Son épave gît par 24 mètres de fond et a été retrouvé en 1984.